# Hipposideros inornatus
Hipposideros inornatus är en fladdermus i familjen rundbladnäsor som förekommer i Australien. Populationen listades tidigare som en underart till Hipposideros diadema och sedan 1990-talet godkänns den som art.
Arten är med en vikt av cirka 30 g en ganska stor medlem i släktet Hipposideros. Pälsen är på ryggen ljusbrun och på buken ännu ljusare brun. Huvudet kännetecknas av spetsiga öron och av en bladformig hudflik på näsan. Hudfliken är liten jämförd med samma organ hos andra släktmedlemmar.
Individer av arten hittades främst i Kakadu nationalpark i delstaten Northern Territory i Australien. Ytterligare ett fynd är dokumenterat från Litchfield nationalpark. Landskapet i utbredningsområdet kännetecknas av fuktiga skogar, skogar med eukalyptusträd, hedområden och sandstensklippor.
Hipposideros inornatus vilar i grottor eller i övergivna gruvor. Vid viloplatsen bildas mindre till medelstora kolonier som kan ha 20 till 50 medlemmar. Arten jagar olika insekter som skalbaggar, nattfjärilar, kackerlackor och gräshoppor. Den söker vanligen nära vattenansamlingar efter föda. När fladdermusen hamnar i vattnet så kan den simma.
Människor som besöker fladdermusens grottor påverkar beståndet negativt. IUCN uppskattar att antalet könsmogna exemplar är 250 eller mindre. Hipposideros inornatus listas därför som sårbar (VU).